# カプロニ・ヴィッツォーラ F.6
カプロニ・ヴィッツォーラ F.6
カプロニ・ヴィッツォーラ F.6M
- 用途：戦闘機
- 製造者：カプロニ・ヴィッツォーラ
- 初飛行：F.6M：1941年9月
F.6Z：1943年8月
- 生産数：2機

カプロニ・ヴィッツォーラ F.6（Caproni Vizzola F.6）は、カプロニ 社で製作されたイタリアの戦闘機である。本機は単座、低翼単葉の引き込み式降着装置を持つ機体であった。F.6MとF.6Zと命名された2機の試作機が製作されただけであった。

## 開発

### F.6M
F.6の設計の始まりはカプロニ・ヴィッツォーラ F.5戦闘機の機体にドイツのダイムラー・ベンツ DB 605A 倒立V型エンジンを装着できるようにしたいという要望であった。これを実現するためにカプロニ社はF.5の胴体にそれまでの木製に替わって金属製とした主翼を取り付けたものを用意した。F.6Mと命名された（"F"はF.5の設計者であるFabrizi、"M"はMetallico：金属製）この新型機は、12.7-mm (0.5-inch) ブレダSAFAT機関銃を2門装備したF.5の武装の2倍の4門を装備し、試作機は2門を胴体に更に2門を主翼に装備することを予定していたが、主翼に武装が装着されることはなかった。
1941年9月に初飛行したF.6Mは機首下に深いラジエーター覆いを備えていたが、非常に大きな空気抵抗を生んだことからこれは胴体下に移設された。
ブレッソ飛行場での衝突事故により唯1機のF.6Mの試作機が損傷を受けるとカプロニ社はF.6Mの開発計画を終了させることを決め、その代わりにより高性能なカプロニ・ヴィッツォーラ F.7戦闘機の開発に傾注することにした。

### F.6Z

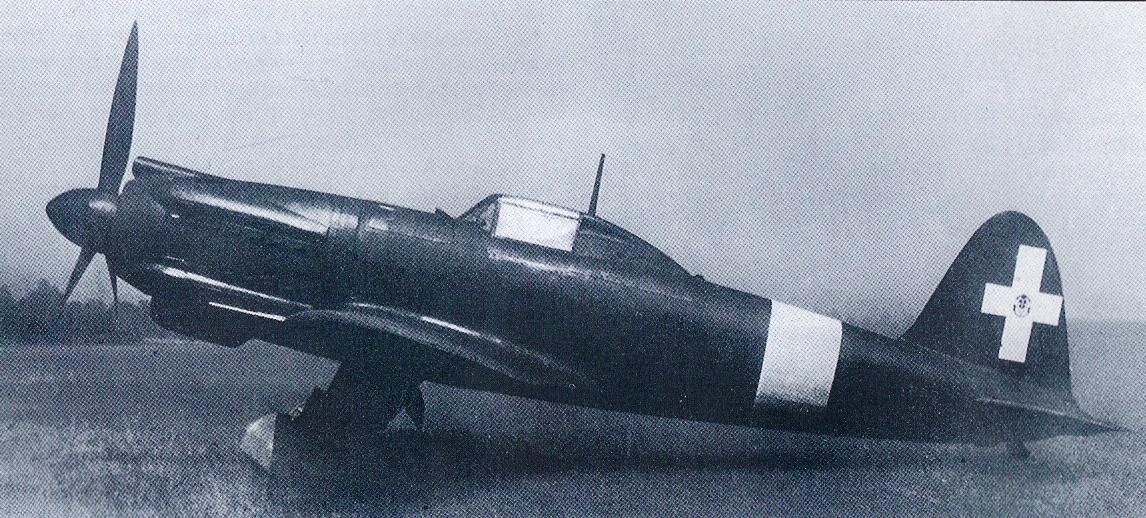
カプロニ・ヴィッツォーラ F.6Z

F.6Mの設計作業が始められて間もなく2番目のF.6の試作機の作業が始まった。この機体はイソッタ・フラスキーニ社製R.C.25/60 Zeta 24気筒 X型エンジンを搭載するように設計され、Zetaを表す"Z"を冠したF.6Zと命名された。武装は胴体に1門と主翼に2門、計3門の12.7-mm (0.5-inch) ブレダSAFAT機関銃を装備する予定であった。エンジン開発の遅れがF.6Zの開発に大幅な遅れをもたらしたが、1943年8月にようやく初飛行にこぎつけた。
1943年8月と9月の試験では定格出力1,118 kw (1,500 hp)のF.6Zのエンジンは僅か894 kw (1,200 hp)しか出せず、この問題は1943年9月8日の連合国との間で締結されたイタリアの講和までに解決しなかったためF.6Zの開発は終了となった。F.6Zの試作機はZetaエンジンを搭載した唯一の機体であり、このエンジンの搭載を予定したもう1機の戦闘機レジアーネ Re.2004は実現しなかった。

## 運用
イタリア王国
- イタリア王国空軍

## 派生型
F.6M
ドイツ製のダイムラー・ベンツ DB 605A エンジンを搭載した最初の試作機。
F.6Z
イソッタ・フラスキーニ R.C.25/60 Zeta エンジンを搭載した試作2号機。
F.7
出力1175 h.p.のアルファロメオ R.A.1000 R.C.44-la Monsonie（ライセンス生産したDB 601A-l）を搭載して大幅な刷新を図ったF.6。1943年の講和により開発放棄。

## 要目
(F.6M) 
- 乗員：1名
- 全長：9.15 m (30 ft 0 in) (F.6Z 9.01 m (30 ft))
- 全幅：11.35 m (37 ft 3 in) (F.6Z 9.0111.82 m (30 ft))
- 全高：3.02 m (9 ft 11 in)
- 翼面積：18.81 m2 (202.5 sq ft)
- 空虚重量：2,265 kg (4,993 lb) (F.6Z 3,348 kg (7,381 lb))
- 全備重量：2,885 kg (6,360 lb) (F.6Z 4,092 kg (9,021 lb))
- エンジン：
  - 1 × ダイムラー・ベンツ DB 605 倒立V型エンジン、1,099 kW (1,474 hp)（F.6Mに搭載）
  - 1 × イソッタ・フラスキーニ R.C.25/60 Zeta X型エンジン、1,118 kW (1,499 hp)（F.6Zに搭載）
- 最大速度：569 km/h (354 mph; 307 kn) at 5,000 m (16,405 ft) (F.6Z /km/hr)
- 航続距離：950 km (590 mi; 513 nmi) at 477 kmh (296 mph) (F.6Z 1,370km (851miles))
- 武装：
  - 3 (F.6Z) または 4 (F.6M) × 12.7 mm (0.5 in) ブレダSAFAT機関銃